# Tokyo Otaku Mode
株式会社Tokyo Otaku Mode（トーキョー・オタク・モード、英: Tokyo Otaku Mode Co. Ltd.、略称: TOM）は、日本のアニメや漫画などのサブカルチャーコンテンツに関する情報発信やeコマース事業などを行う企業。株式会社小学館の完全子会社。

## 歴史
サイバー・コミュニケーションズに勤めていた亀井智英を中心に、数名の社会人の週末プロジェクトとして、日本のアニメや漫画などのコンテンツ情報を日本国外に向けて発信するFacebookページを2011年3月24日に立ち上げる。
Tokyo Otaku Mode Inc.としては、2012年4月に500 Startupsのプログラムへの参加を機に、米国のデラウェア州に2012年4月に会社を設立した。同年8月より、Webサイト、Tokyo Otaku Mode βを開設した。

### 沿革
2011年
- 3月 - Facebookページを設立。

2012年
- 4月 - 500 Startupsのインキュベーションプログラムに参加し、アメリカのデラウェア州に会社を設立。
- 8月 - Tokyo Otaku ModeのWebサイトのベータ版が完成し、Webサービスを開始。
- 10月 - Tokyo Otaku Mode Inc. 日本支店を設立。また、元アップルモバイル副社長のアンディ・ミラーがアドバイザーに就任する。

2013年
- 1月 - Facebookページが1,000万いいね！を達成する。
- 2月 - YJキャピタル、ITV、DGインキュベーションから資金調達。
- 9月 - 本格的にEC事業を開始。”Tokyo Otaku Mode Premium Shop”の運営をスタートする。
- 10月 - Facebookページが1,300万いいね！を達成する。
- 12月 - Japan Startup Award グランプリ受賞。

2014年
- 2月 - 日本支店が東京の表参道に移転する。
- 4月 - シリーズAファイナンスを完了と発表する。
- 6月 - Facebookページが1,500万いいね！を達成する。
- 7月 - スカパーJSATと提携。インドネシアでのジャパンコンテンツの普及に取り組む。
- 9月 - クールジャパン機構から最大15億円の出資を受けることが決定される。

2016年
- 10月 - 共同創業者である、ガイアックス出身の小高奈皇光が代表取締役社長に就任。

2023年
- 11月21日 - 小学館が全株式を取得、小学館グループの傘下に入る。それに伴い、小学館社長の相賀信宏が取締役会長となる。

## サービス内容
主にFacebookページを使ったインターネットメディア事業、eコマース事業、クリエイターサポート事業を行っている。

### インターネットメディア事業
WebサイトTokyo Otaku Mode やFacebookページを通して、日本のアニメ、漫画、ファッション、音楽、イベント等の情報を英語で発信している。内容は、アニメのテーマソングについてや、コスプレイベントのレポート、新商品のフィギュアについてなど多岐に渡る。日本語で公開となった情報を英語に翻訳した後、FacebookページやTokyo Otaku Modeで展開するニュースページを通しオタクコンテンツの情報を発信している。

### eコマース事業
2013年の夏から本格的に国外向けのeコマース事業を行うwebサービス「Tokyo Otaku Mode Premium Shop」を開設。正規品のみを取り扱い、国外に向けて通信販売を行っている。取り扱い商品は、キャラクターグッズを中心にフィギュア、スマートフォンのケース、Tシャツなど。また、所属するクリエイターたちの作品を商品化し、販売も行っている。
TOM Points
TOM Pointsとは、Tokyo Otaku Mode Premium Shopで利用可能なポイントシステム。1ドルの購入ごとに1 TOM Pointを獲得でき、次回商品の購入時から使用することが可能。

### クリエイターサポート
主に個人で活動するクリエイターの海外展開を目的として、サポート事業を行っている。その中でも、Tokyo Otaku Modeに所属する「スペシャルクリエイター」と呼ばれるクリエイターたちの作品は、ギャラリーページのトップに掲載され、特設ページが作成される。主に作品発表、翻訳、特設ページの作成などのサポートを行っている。また、スペシャルクリエイターたちと制作したコラボ商品は、BEAMSの代官山店とAppBank Storeの新宿店で店頭販売されたこともある。
クリエイターたちの作品は、イラスト、コスプレ、ネイルアート、ラテアートなど多岐に渡る。

## 関連企業との事業

### ローソン
2013年3月に、Tokyo Otaku Modeのホームページ内に特設ページを設立し、ローソンとのタイアップキャンペーンを行った。ローソンが実施したアニメ作品とのキャンペーンの紹介や、コラボグッズの紹介を行った。

### 東京ゲームショウ
2013年から、東京ゲームショウと提携して、イベントの海外向けプロモーションに協力している。海外来場者に向けた情報発信と、当日会場での英語対応であるインフォメーションコーナーとラウンジの設置をしている。

### AppBank Store
AppBank株式会社が運営するAppBank Storeの新宿店内に、Tokyo Otaku Mode Shopを開設し、クリエイターたちと制作したiPhoneケースなどのオリジナル商品を販売している。ECサイトの製品のほとんどは国内向けに販売していないが、この提携によって国内の人も製品を購入することができる。

### BEAMS
BEAMSと提携し、東京都・代官山にある「マンガート ビームスT 代官山」に2013年7月の間、Tokyo Otaku Modeコーナーを設置した。そこで、Tokyo Otaku ModeのロゴTシャツやマグカップに加えて、クリエイターたちと制作したオリジナル商品を販売した。

### 東急ハンズ
東京都池袋にある、東急ハンズでクリエイターとコラボしたオリジナル商品の販売を行っている。iPhoneケース、Tシャツ、トートバッグなどが並べられ、中には国内で初めて発売された製品もある。

### Expedia
世界最大級のオンライン旅行サイト、Expediaと連携し、観光庁の訪日促進事業に参加。アンケートを実施して、ウェブサイトで使えるクーポンの配布を行ったり、期間中に訪日した写真を投稿することで、Tokyo Otaku Mode Premium Shopで使えるクーポンの配布を行った。

### 観光庁
2013年度の、ビジット・ジャパン・キャンペーンの1つとして訪日プロモーションを実施。ウェブサイト内に特設サイトを公開し、3つのキャンペーン特設ページを公開した。1つ目は、人気のアニメ作品の舞台やモチーフとなった場所と、その周辺の観光地の情報を掲載する「聖地巡礼」のキャンペーンページ。次に、国外からの観光客が関心を持って訪れる秋葉原の店舗や観光地を紹介する、「アキバ情報」というページ。そして、アニメや漫画関連のイベントの情報を発信する「Otakuイベント」というページである。2014年度も観光庁と連携し、Expediaとともに訪日キャンペーンを実施した。

### クールジャパン機構
2014年9月25日に、官民ファンドの海外需要開拓支援機構(通称クールジャパン機構)を引受先として、第三者割当増資を実施し、最大で15億円の出資を受けることが決定した。グローバルサービスの成長や、海賊版対策も期待されている。

## Otaku Camera
2012年12月にTokyo Otaku Mode Inc.からリリースされた写真加工用のスマートフォン用アプリケーション。iTunesとAndroidの両方でリリースされている。現在、全世界で510万ダウンロードされており、様々な漫画やアーティストとコラボレーション企画も行っている。